# Canto
Il canto o musica vocale  è l'atto di creare suoni musicali per mezzo della voce umana. Il canto si articola di solito su un testo, anche se non necessariamente. Un gruppo di cantanti (detti anche cantori) che cantano insieme, formano un coro. Per estensione il canto è riferito anche a suoni emessi da animali, anche in senso figurativo (come nel caso del canto del cigno).

## Tipi di emissione

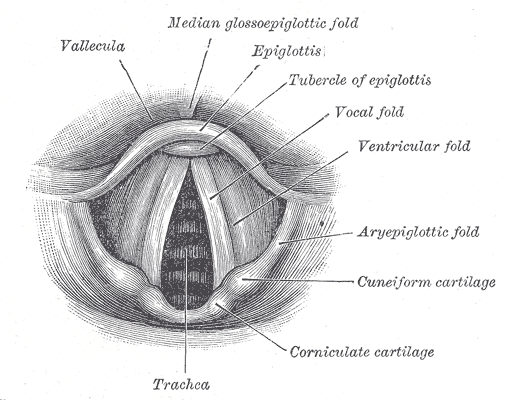
Parti delle corde vocali

La voce umana è il suono prodotto nella laringe dalla vibrazione delle corde vocali per effetto dell'aria espirata dai polmoni mediante occlusione della glottide. Il timbro vocale è influenzato principalmente dalle caratteristiche morfologiche delle corde vocali, ma anche dalla conformazione del viso e da quella fisica in generale; può però essere artefatto e questa capacità è sfruttata da attori, imitatori e altre categorie di professionisti della voce.
Nel canto la voce di petto si usa in prevalenza per i suoni gravi e quella di falsetto per le note acute. I due registri ('di petto' e 'di testa') possono combinarsi tra loro; a seconda dello stile e delle tecniche adottate, si avverte in modo più o meno pronunciato il passaggio dall'una all'altra emissione.

### Voce impostata

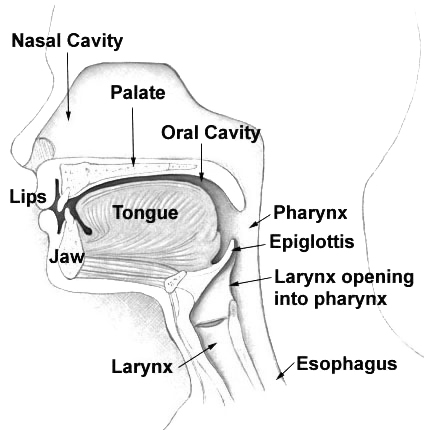
Sezione trasversale della testa e del collo

Nella cultura occidentale, il concetto storico-estetico riguardante la cosiddetta "impostazione" vocale è legato ai diversi tipi di repertori ed estetiche, alla storia e alle differenti scuole, e si è sviluppato parallelamente al tipo di difficoltà tecniche richieste ai cantanti dai coevi repertori. Pertanto, è difficile dare una definizione univoca di voce "impostata" e del relativo allenamento fisico-artistico, ma secondo i dettami della musica colta si intende, di solito, una voce dotata di timbro limpido e omogeneo, che abbia una buona tenuta di fiato (si dice in proposito "cantare sul fiato") e volume (per farsi sentire anche da molto lontano); tutto ciò dovrebbe essere ottenuto cercando di non sottoporre le corde vocali a sforzi o atteggiamenti eccessivi che le danneggerebbero.
La respirazione raccomandata è in genere quella detta diaframmatica. Dopo l'inspirazione, varie fasce muscolari, tra cui gli addominali inferiori, vengono tesi per dosare in modo controllato il fiato.
In passato, i maestri per mostrare agli studenti apprendisti di canto se la propria emissione era corretta, mettevano una candela accesa davanti alla loro bocca e li invitavano a cantare facendo attenzione a non far muovere la fiammella.
La voce si produce all'altezza della laringe, organo dentro il quale si situano le corde vocali. Per una buona emissione, qualunque sia il genere praticato, la voce dovrebbe essere limpida, cercando di evitare la presenza di aria. Nel canto lirico, in cui le vocali tendono a essere pronunciate in modo uniforme, i suoni sono indirizzati verso la "maschera", ossia la parte del viso compresa tra bocca e fronte, e in particolare la zona dei seni paranasali; inoltre, sono 'arrotondati' e 'oscurati'. Tutto ciò può penalizzare la dizione delle vocali, alterandole rispetto alla lingua parlata, molto più ricca di foni.
La tecnica di articolazione varia a seconda delle caratteristiche fonetiche della lingua in cui si canta. Cantare in tedesco o in italiano presuppone diversi atteggiamenti facciali e muscolari. Anche l'altezza, a seconda del registro impiegato, influenza l'articolazione ed è spesso accompagnata da particolari attitudini del viso (i suoni acuti in falsetto vengono spesso intonati sorridendo, mentre gli acuti di petto con un'iperestensione della mandibola).
La voce impostata è solitamente una voce sonora, se non stentorea. In particolare i repertori tardo ottocenteschi e contemporanei richiedono molto spesso voci potenti che riescano ad emergere sul volume imponente dell'orchestra.

### Falsetto
La voce di falsetto è documentata nei trattati antichi, nei repertori classici e moderni e nelle trattazioni estetiche. Il falsetto coinvolge in minor modo la muscolatura, permettendo di riprodurre i suoni, soprattutto acuti, con uno sforzo minore rispetto alla voce di petto. È per questo che, rispetto alla voce piena, il suono del falsetto risulterà più leggero. Durante l'emissione in falsetto il piano delle corde vocali è inclinato.

## Registri
I registri vocali sono classificazioni che vengono associate alla voce in base all'estensione, ma anche ad altri parametri che possono variare a seconda dell'epoca e della cultura di appartenenza.
Dal più acuto al più grave, nel canto classico l'estensione vocale è così suddivisa:
- soprano
- mezzosoprano
- contralto
- tenore
- baritono
- basso

Nella musica lirica si sono create successivamente ulteriori categorie: soprano drammatico, soprano di coloratura, tenore di grazia, basso profondo ecc.
Il termine registro vocale invece si riferisce agli intervalli usati normalmente nel discorso. L'estensione vocale è perciò materia di studio del canto, mentre i registri vocali della fonologia, della logopedia e della sociologia.

## Gli stili di canto

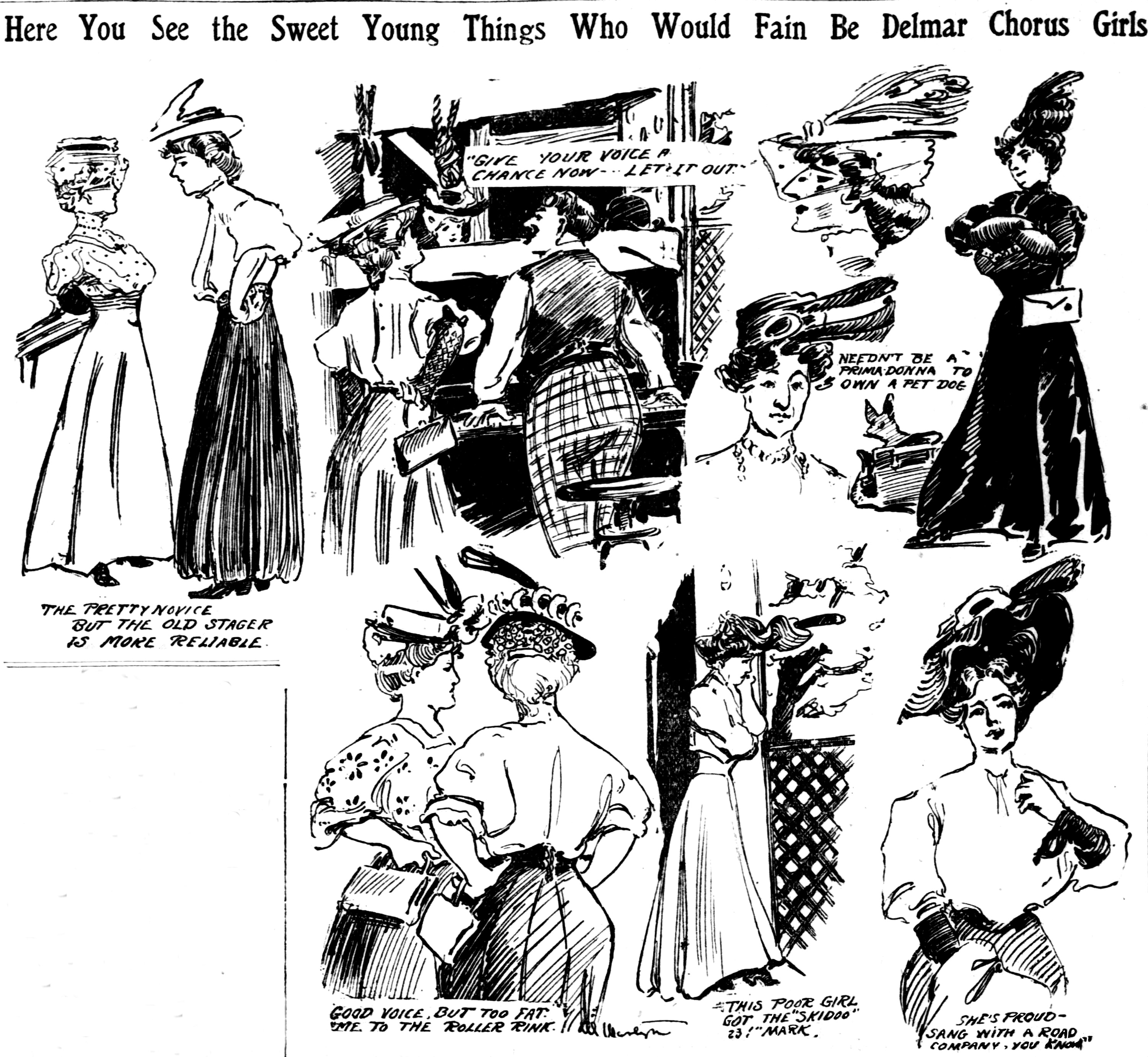
Schizzi dell'artista Marguerite Martyn di donne che provano per il coro al Teatro Delmar di Saint Louis nel maggio 1906, con citazioni di alcuni di quelli raffigurati

Per stile di canto si intende in genere una modalità esecutiva, variabile in relazione al repertorio e all'epoca. L'interpretazione di questa locuzione è però ampia, potendo comprendere diversi aspetti dell'arte del canto.
Si può, inoltre, parlare di stile di voce per i cantanti che utilizzano in maniera personale i diversi elementi costitutivi della voce, anche in funzione dei mezzi di amplificazione (microfoni), o di registrazione (digitale o analogica), dove l'emissione della voce può seguire criteri diversi.
Le tecniche di canto, colte e popolari, possono includere:
- Acuto - stile vocale caratteristico dei gruppi NWOBHM e power metal, maggiormente melodico rispetto all'urlo.
- Beatboxing - produzione di suoni percussivi e melodici in accompagnamento al canto o in forma solista, che imitano qualsiasi strumento musicale o elettronico, specialmente batteria e percussioni.
- Canto Difonico- insieme di tecniche con cui si crea una seconda linea melodica, ottenuta dall'amplificazione selettiva degli armonici naturali (come nel canto Xöömej, mongolo, nel canto a tenore o nella laringalizzazione dei canti buddisti dei monaci tibetani).
- Diplofonia - (detto anche Multifonico) tecnica durante la quale le corde vocali adducono in maniera atipica, producendo due o più frequenze fondamentali contemporaneamente.
- Flautofonia - imitazione delle acciaccature del flauto, tipica della tradizione Mongola, reso noto in Italia da Demetrio Stratos, cantante degli Area.
- Growl - voce profonda, rauca e gutturale, tipica dei gruppi death metal, introdotta da Jeff Becerra dei Possessed nell'album Seven Churches
- Jodel o jodler - canto caratteristico del Tirolo con rapidi e netti salti che alternano falsetto e voce di petto.
- Laringalizzazione - simile al canto diplofonico, usa il registro laringeo.
- Sprechgesang - stile vocale espressionista che unisce il canto al parlato, presente in numerose composizioni classiche (specie nella tradizione germanica).
- Scat - improvvisazione jazz con fonemi onomatopeici che richiamano il timbro degli strumenti musicali.
- Scream - voce "strillata" e "sgraziata", tipica di generi come black metal e hardcore punk.
- Ululato - impiegato in numerosi generi sperimentali ed underground, nel country e nella psichedelia
- Urlo - usato da numerosi gruppi hardcore punk e thrash metal.
- Vocalese - stile vocale jazz che si basa sull'adattamento di testi di senso compiuto alla linea melodica originariamente strumentale.

## Lingua dei segni
È possibile "cantare" anche in lingua dei segni, attraverso l'uso del proprio corpo per segnare in modo artistico.

Mentre il canto sonoro utilizza note e toni, questa tipologia si basa sulle mani, sul corpo e sulle espressioni facciali dell'esecutore.